# Clarisse Agbegnenou
Clarisse Agbegnenou (Rennes, 25 de outubro de 1992) é uma judoca francesa.
Foi campeã mundial em Cheliabinsk 2014 e vice duas vezes: no Rio de Janeiro 2013 e Astana 2015.
Obteve a medalha de prata na categoria até 63 quilos nos Jogos Olímpicos de 2016 a ser derrotada na final pela eslovena Tina Trstenjak. No ano seguinte, conquistou seu segundo ouro em mundiais depois que sua oponente Trstenjak recebeu hansoku-make na decisão em Budapeste. Em 2018, alcançou o topo do pódio tanto no Campeonato Europeu em Tel Aviv quanto no Mundial em Bacu. Em 2019, foi novamente campeã do mundo, derrotando Miku Tashiro no Golden Score na final em Tóquio. Em 2020, obteve outro título europeu quando ganhou da Magdalena Krssakova por ippon na última luta em Praga.
Em 2021, conquistou seu quinto ouro na até 63 quilos em mundiais depois de vencer Andreja Leski por ippon na decisão em Budapeste. No mesmo ano, alcançou o topo do pódio na mesma categoria em Tóquio 2020, derrotando Trstenjak no último combate. Ainda no evento, ganhou o título nas equipes mistas, tendo contribuído na final a vencer a Chiruzu Arai em sua luta. Em 2023, obteve outro ouro em mundiais após sua vitória contra Leski na decisão em Doha.
Ela se formou na HEC Paris.